# Neuroleon (Neuroleon) gracilis
Neuroleon (Neuroleon) gracilis is een insect uit de familie van de mierenleeuwen (Myrmeleontidae), die tot de orde netvleugeligen (Neuroptera) behoort. 
Neuroleon (Neuroleon) gracilis is voor het eerst wetenschappelijk beschreven door Esben-Petersen in 1920.